# Chiesa collegiata di Santa Maria Assunta
La chiesa collegiata di Santa Maria Assunta è il principale luogo di culto cattolico di Chivasso, in città metropolitana di Torino e diocesi di Ivrea; è sede della parrocchia omonima, appartenente alla vicaria Chivassese.
La chiesa risale al 1415, quando la città faceva parte del marchesato del Monferrato. La facciata è adornata da fregi e figure in cotto che costituiscono un'importante manifestazione dell'arte tardogotica quattrocentesca in Piemonte.

## Storia
La chiesa è abitualmente (e impropriamente) chiamata dai Chivassesi "il Duomo"; in realtà essa ha la qualifica di "insigne collegiata", concessa dal vescovo d'Ivrea monsignor Luigi Bettazzi nel 1996, in quanto antica ed illustre sede di un capitolo di canonici.
La decisione di costruire la chiesa – destinata a diventare la nuova sede del capitolo dei canonici già presenti in Chivasso nel vecchio borgo occidentale di San Pietro – venne assunta dal Marchese del Monferrato Teodoro II della dinastia dei Paleologi nel 1415. La scelta di finanziare la costruzione della chiesa sull'allora piazza del mercato, nei pressi del palazzo marchionale (del quale resta oggi solo la poderosa torre in pietra a pianta ottagonale) si inseriva nel progetto urbanistico di abbellimento del centro cittadino, cuore pulsante della florida economia chivassese. 

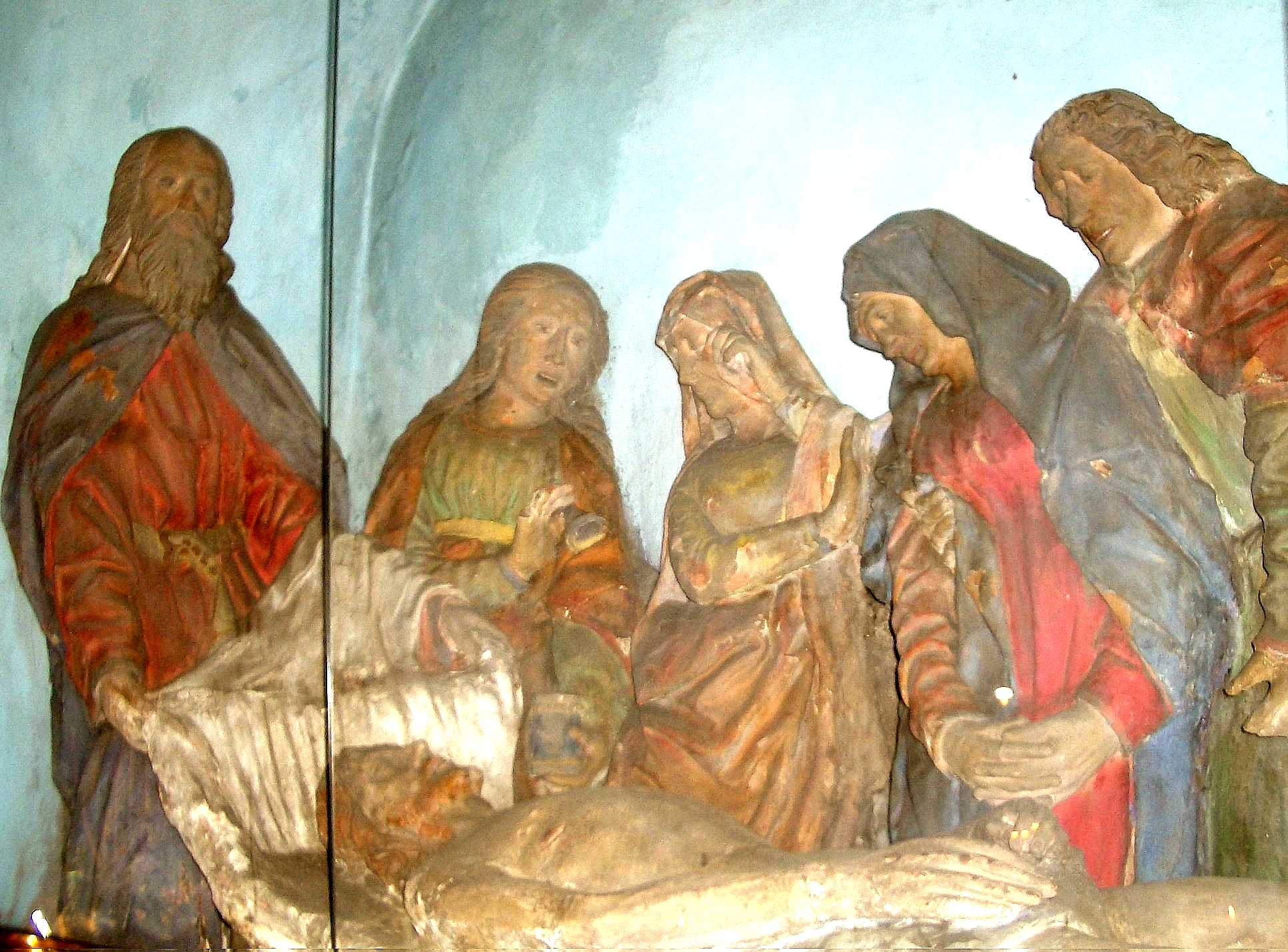
Il compianto sul Cristo Morto

La costruzione della chiesa proseguì con il successore di Teodoro II, Giovanni Giacomo, che fu marchese tra il 1418 ed il 1445. Egli tuttavia, gravato dalle spese militari connesse alla sua politica espansionistica, già dal 1425 si trovò nell'impossibilità di continuare a finanziari i lavori della chiesa. Si rese così necessario l'intervento della "Credenza" cittadina che assunse l'onere del completamento della costruzione. La chiesa, anche se incompiuta, fu consacrata nel 1429 dal vescovo d'Ivrea Giacomo de Pomariis. Nel 1475 venne innalzata la volta della navata maggiore e del presbiterio, mentre il campanile venne terminato nel 1487. L'effettivo trasferimento nella nuova collegiata del capitolo dei canonici avvenne solo nel 1480.
Nel 2015, con la benedizione della porta d'accesso alla navata destra e la sua proclamazione a Porta Santa, il duomo è diventato una delle chiese giubilari del Giubileo Straordinario della Misericordia 2015.

## Descrizione

### Esterno
La facciata della chiesa, con i suoi fregi e le figure in cotto, riveste un notevole interesse artistico. Si tratta di opere fittili realizzate verso il 1450-1460 circa da maestranze piemontesi che guardano verosimilmente al linguaggio tardogotico d'oltralpe. Nella decorazione della facciata vennero impiegate, oltre a rilievi di personaggi modellati in terracotta, figurine di angeli e putti ed altri motivi ornamentali ottenuti a stampo. La deperibilità del materiale impiegato ha comportato nei secoli numerosi interventi di restauro: i primi risalgono al 1666, mentre all'inizio del XX secolo si dovette procedere ad integrazioni più consistenti (come si osserva dalla tonalità più chiara dell'argilla).

Le decorazioni fittili si dispongono in modo da comporre un'alta ghimberga che arriva con le sue cordonature sino al colmo del tetto movimentando la semplicità della facciata a capanna; essa sottolinea, sul piano simbolico, l'ingresso della chiesa come porta del cielo. La cuspide della grande ghimberga è simbolicamente sorretta da dodici coppie di figure umane, sei a destra e sei a sinistra del portale; in ogni copia si riconosce un profeta (con in testa un pesante berretto o una corona regale) ed un apostolo (con la testa circondata da un'aureola), posti uno a fianco all'altro per sottolineare la continuità tra Vecchio e Nuovo Testamento. Ciascuna figura è sormontata da baldacchino, sul quale si appoggia la figura sovrastante.
Il portale, fortemente strombato, è impreziosito da altre sei figure di santi fra le quali si riconoscono Giacomo il Maggiore, Giovanni Battista, San Pietro e San Paolo. Al centro della lunetta, tra tracce di affreschi ormai illeggibili, è posto il bel rilievo in terracotta con il busto della Madonna col Bambino. Subito al di sopra della lunetta, si innalza una seconda e più piccola ghimberga, al centro della quale è posta la figura del Redentore, mentre sui lati troviamo le immagini dell'Angelo Annunziante e della Vergine Annunciata. Il vertice della piccola ghimberga si interseca con il rosone, nel quale si ripetono in cerchio teste barbate e altri motivi ornamentali.

In alto, nella grande cuspide compare un angelo che reca fra le braccia un tondo raggiato con al centro il monogramma del nome di Gesù reso celebre dalla predicazione di San Bernardino da Siena.
Il campanile della chiesa si innalza sulla destra della facciata: la sua costruzione in mattoni prese il via nel 1457 sacrificando la prima delle cappelle laterali. Originariamente culminava con un'alta guglia ottagonale costituita da una struttura in legno ricoperta con lamine metalliche (di qui il soprannome scherzoso dato ai Chivassesi di facia ‘d tòla, faccia di latta, che ancor oggi si conserva). La guglia andò distrutta ad opera della cannonate francesi nell'assedio del 1705. Al suo posto, nel secondo decennio del Settecento, venne innalzata l'attuale cella campanaria. 

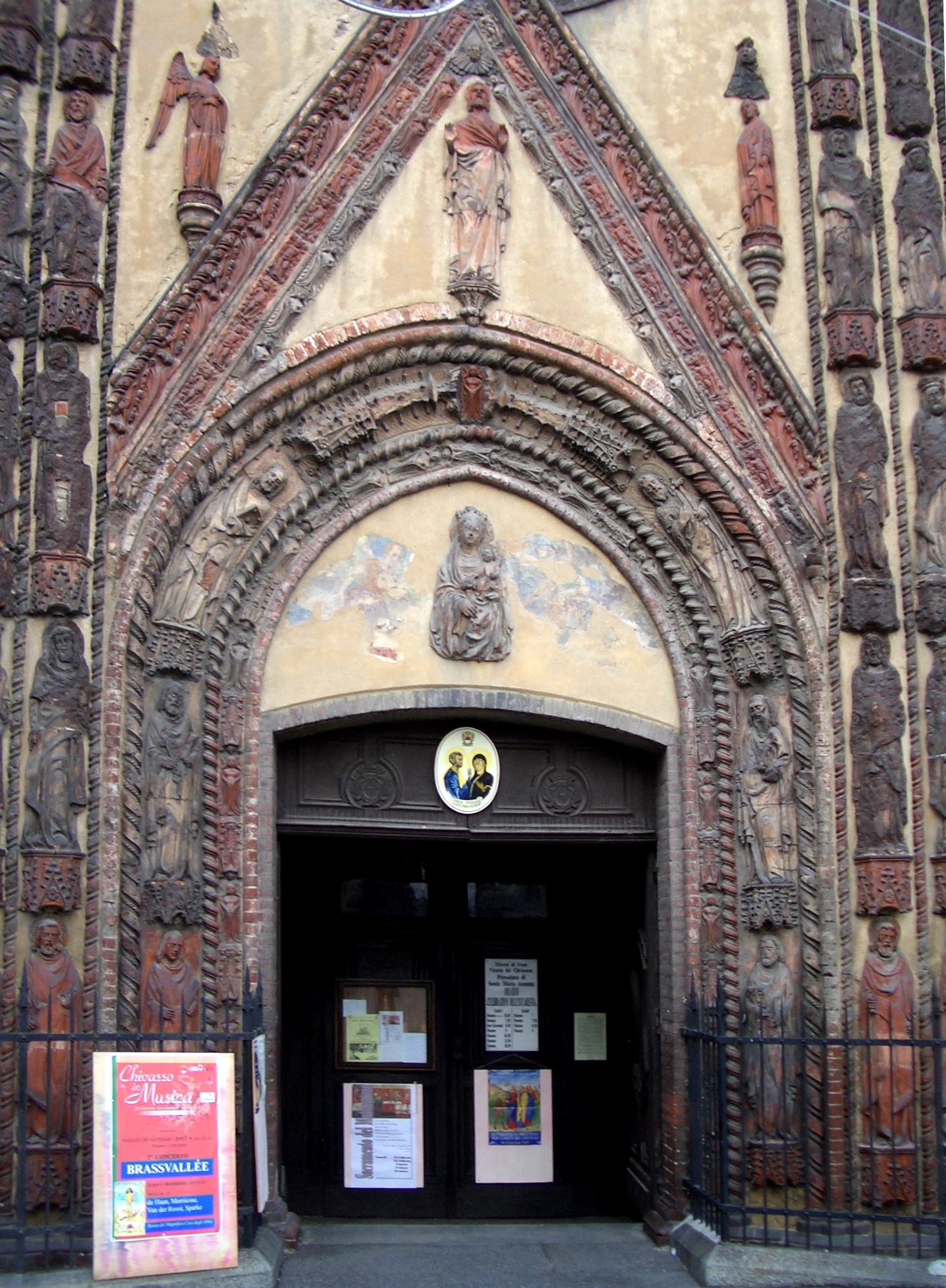
Il portale
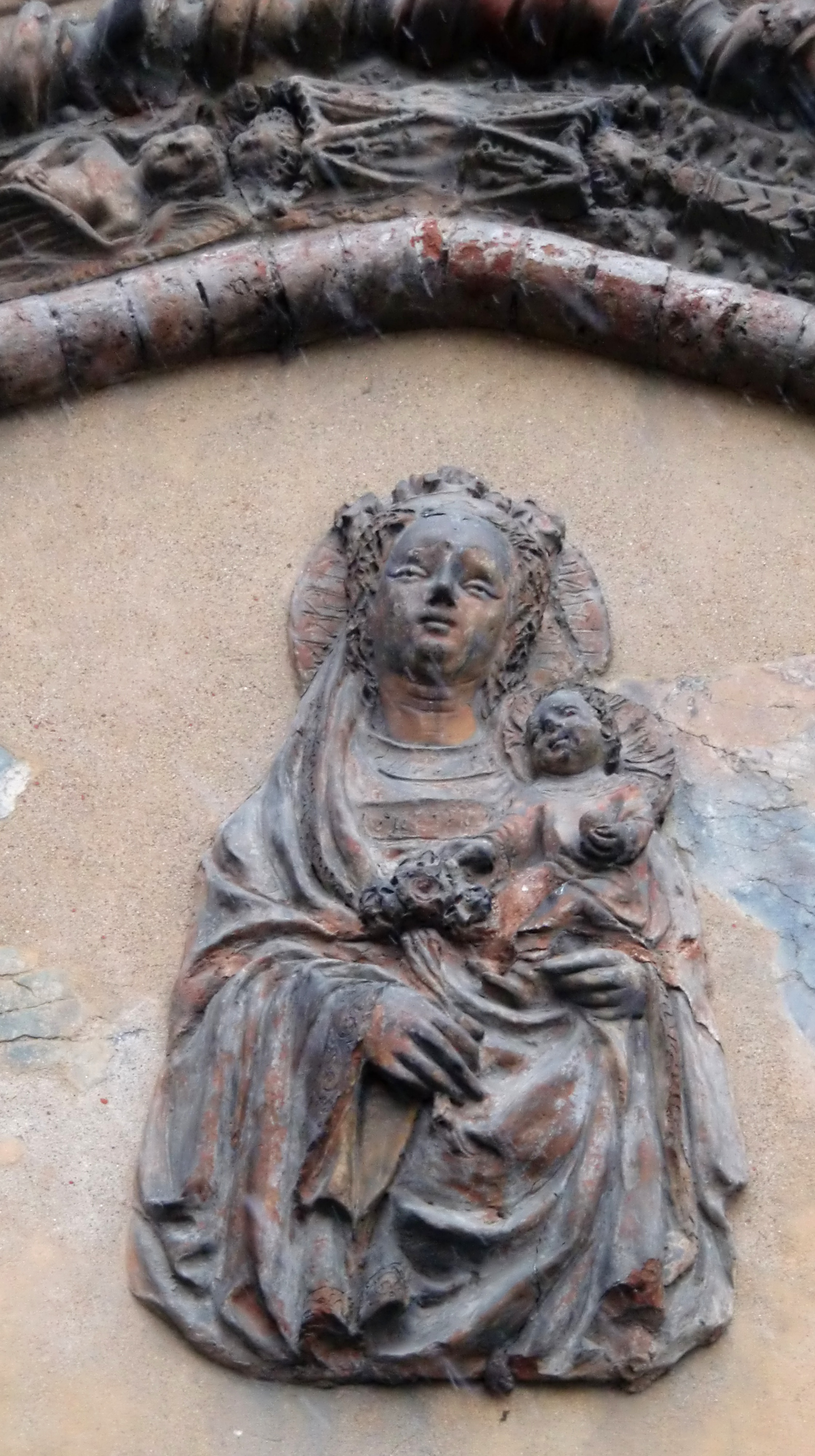
Rilievo della Madonna col Bambino
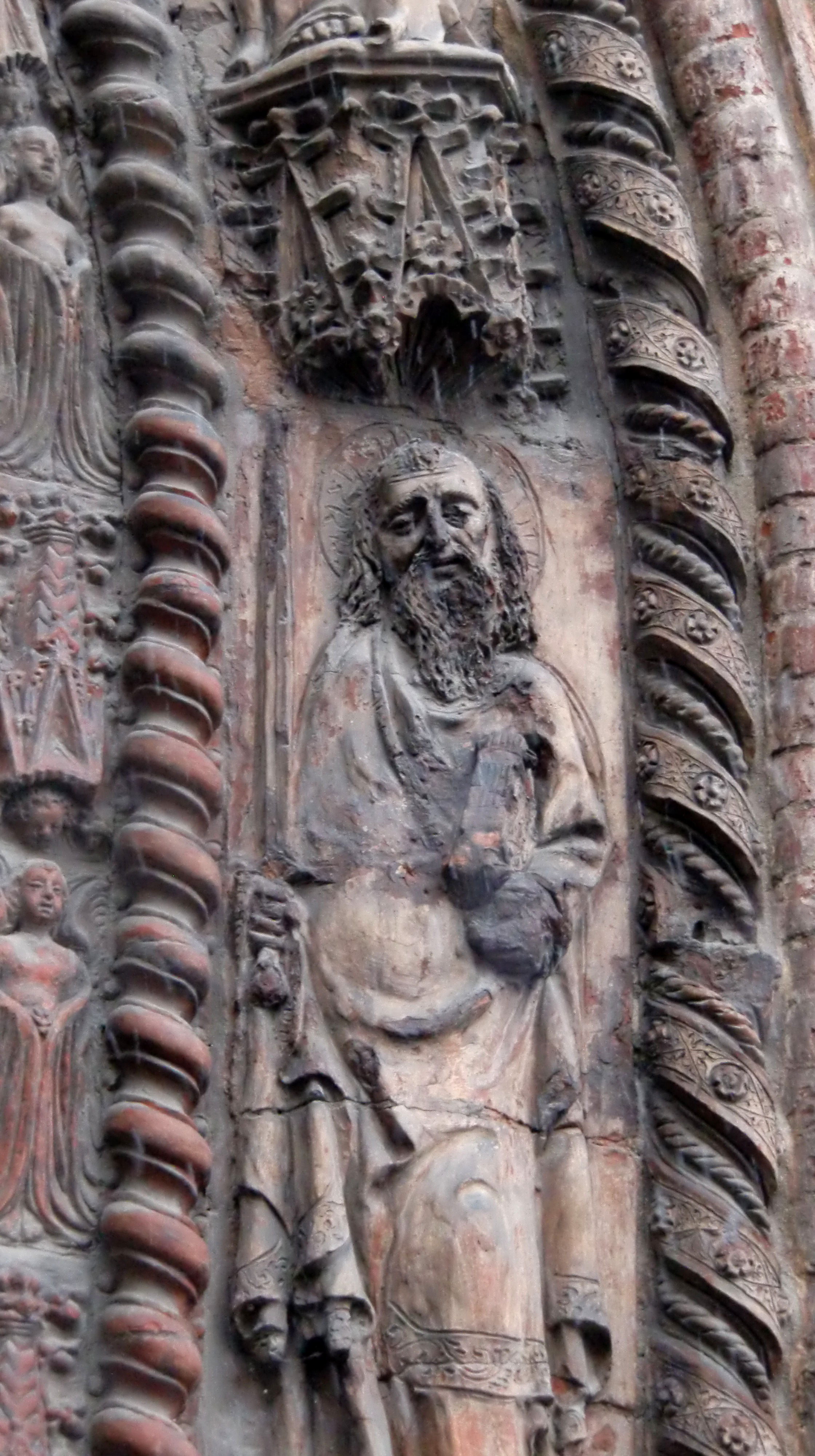
Rilievo di San Paolo
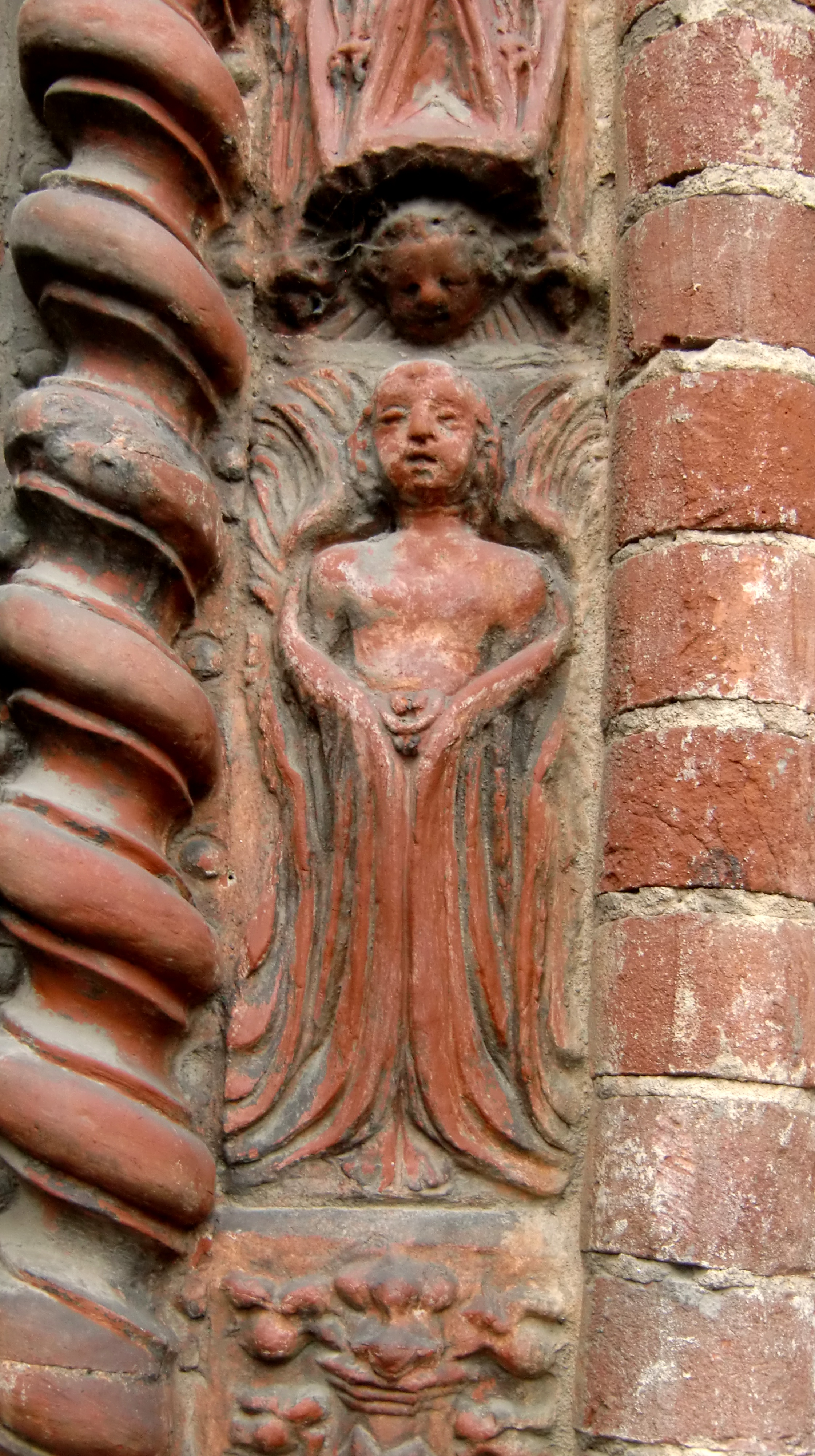
Formella a stampo con la figura di un Angelo

### Interno
Al suo interno la chiesa è divisa in tre navate che, dal punto di vista architettonico e decorativo, si presentano in modo alquanto eterogeneo in virtù di una serie di rifacimenti succedutisi nel tempo. Nel primo Ottocento ebbe luogo un intervento di gusto neoclassico su progetto di Andrea Cattaneo che interessò in modo particolare l'abside ed il deambulatorio costruiti ex novo con strutture rese imponenti da colonne di impronta palladiana.

Alcune delle originali strutture gotiche in mattoni sono visibili oggi nella navata destra; esse sono state rimesse in luce negli anni Trenta-Quaranta del Novecento e poi ridecorate con affreschi di gusto neogotico.

Sulla controfacciata è collocato il monumentale organo costruito nel 1843 da Felice Bossi.
Tra le opere d'arte conservate nella chiesa va segnalato un gruppo scultoreo raffigurante il Compianto su Cristo morto, posto all'inizio della navata laterale destra. Il gruppo è costituito da otto grandi figura in terracotta, quasi di grandezza naturale. La scena si svolge attorno al corpo del Cristo morto, disteso su un sudario sorretto da Nicodemo e Giuseppe d'Arimatea, mentre piangono il loro dolore la Madonna sorretta da Giovanni Evangelista, e tre Pie Donne (Maria di Cleofa, Maria Salome e Maria Maddalena con il vasetto di unguento). L'opera, di pregevole fattura, è databile alla seconda metà del Quattrocento ed è attribuibile ad un plasticatore che si ispira ad esempi borgognoni; non troviamo nelle figure che partecipano al lamento funebre il pathos drammatico che caratterizza i coevi Compianti di area emiliana.
Al medesimo contesto culturale, connotato dalle pratiche devozionali proprie della religiosità francescana, appartiene il notevole dipinto collocato sul secondo altare laterale della navata destra. Si tratta di una tavola dipinta nel primo quarto del Cinquecento che raffigura anch'essa la scena del Compianto. Si tratta di un'opera di Defendente Ferrari - l'unica del pittore chivassese rimasta nella sua città natale - che ancora conserva la sua originale cornice lignea. Il dipinto è improntato da un linguaggio goticheggiante che persiste con successo in terra di Piemonte; vi si osservano abilità miniaturistiche e preziosità cromatiche che rimandano alla pittura nordica.